# Шаравин, Александр Александрович
Шаравин Александр Александрович (род. 2 апреля 1952, Новосибирск) — российский военный аналитик, политолог, картограф, политический деятель. Профессор, доцент, доктор технических наук, кандидат военных наук, действительный член Академии военных наук. Директор Института политического и военного анализа. Бывший член Общественного совета при Министерстве обороны Российской Федерации.

## Биография
В 1973 году с отличием окончил Ленинградское высшее военно-топографическое командное училище. С 1973 по 1979 год — командир подразделения в Киевском военном округе. С 1979 по 1982 год проходил обучение в Военно-инженерной академии им. В. В. Куйбышева, закончил которую с золотой медалью по специальности «офицер с высшим военным образованием». С 1982 по 1984 год — старший инженер штаба части, старший офицер штаба Туркестанского военного округа. В 1984—1990 годы — адъюнкт, преподаватель, старший преподаватель военной академии. В 1987 году защитил кандидатскую диссертацию в Военно-инженерной академии им. В. В. Куйбышева (специальность 20.00.00 «Военные науки», тема: Спецтема). С 1990 по 1993 год — старший научный сотрудник, начальник группы исследования проблем национальной безопасности и разработки военной доктрины Центра военно-стратегических исследований Генштаба ВС РФ.
В 1993 году уволился в звании полковника запаса. Принимал участие в событиях сентября—октября 1993 года на стороне противников Верховного Совета. Был начальником группы информации (службы разведки и информации) Штаба обороны Моссовета Московской городской народной дружины. В конце 1993 — первой половине 1994 года был сопредседателем Народной партии России.
В 1994 году вместе с супругой создал и возглавил Акционерное общество закрытого типа «Научно-производственная фирма „ПАТРИС-ЭЛКАРТ“» по производству геодезической и картографической продукции (ликвидирована 1 сентября 2007 года). В сентябре 1994 стал председателем Московского областного отделения и членом Политсовета Движения «Выбор России».
С июня 1995 по февраль 1996 — начальник информационно-аналитического управления исполкома Движения «Наш дом — Россия», координатор избирательного штаба НДР. С 1996 по 2000 год — директор Московского Народного Дома, заместитель председателя Всероссийского совета народных домов. С 1996 года — директор Института политического и военного анализа (ИПВА).
С декабря 1998 по октябрь 1999 года — член Оргкомитета коалиции «Правое дело» (позже — «Союз правых сил»), руководитель избирательного штаба по Москве.
В 1999 году защитил докторскую диссертацию в Военно-инженерной академии им. В. В. Куйбышева (специальность 05.00.00 «Технические науки», тема диссертации: «Разработка концепции создания геоинформационной системы для органов управления»). В том же году стал одним из учредителей и руководителей ЗАО «Национальная картографическая корпорация». Являлся её генеральным директором, а затем председателем совета директоров. В 2001 году стал главным редактором специализированного журнала «Геодезистъ», учреждённого ИТТЦ «Гражданин».
В 2000 году стал председателем Общероссийского политического общественного движения в поддержку Вооружённых сил «Гражданин». В 2001 году было принято решение преобразовать движение в партию «новых правых» «Гражаднин».
В 2009—2019 годах – профессор кафедры сравнительной политологии факультета прикладной политологии Государственного университета — Высшей школы экономики. Читал курс «Международная и национальная безопасность».
Автор более 300 научных, научно-педагогических трудов и публицистических статей.

## Научная деятельность
Профессиональные интересы:
- политический анализ и прогнозирование
- политическая история
- национальная и международная безопасность
- военная политология

Исследовательские проекты:
- Участие в разработке концепции национальной безопасности и военной доктрины России
- Исследование факторов, оказывающих влияние на стратегическую стабильность
- Разработка методики построения организационной структуры воинских формирований и органов управления различных уровней
- Движение «Наш дом — Россия»: анализ предвыборной ситуации, разработка программных документов, информационно-аналитическое сопровождение избирательной кампании (1995 г.)
- Выборы Президента РФ (1996 г.): участие в информационно-аналитическом сопровождении избирательной кампании, анализ итогов выборов и прогноз политической ситуации на период до 2000 года
- Избирательное объединение «Правое дело»: анализ предвыборной ситуации, участие в информационно-аналитическом сопровождении избирательной кампании (1999 г.)
- Разработка концепции геоинформационного обеспечения органов государственной власти
- Исследовательский проект «Военно-политическая ситуация на Балканах и перспективы её развития» (2000—2001 гг.)
- Исследовательский проект «Концепция строительства Вооруженных Сил РФ» (2003 г.)
- Исследовательский проект «Демилитаризация российской экономики» (2006—2007 гг.)

## Труды
- Словарь-справочник основных военно-политических терминов по проблеме стратегической стабильности в Европе (в соавторстве). М., ЦОСИ ГШ, 1991. — 114 с.
- «Факторы, оказывающие влияние на стратегическую стабильность в Европе» (в соавторстве). М., ЦОСИ ГШ, 1992. — 144 с.
- «Выборы в шестую Государственную думу: итоги и выводы» (в соавторстве). М., ИПВА, 1996. — 624 с.
- «Выборы Президента Российской Федерации 1996 года: итоги и выводы» (в соавторстве). М., ИПВА, 1996. — 288 с.
- «Корпус военных топографов русской армии в годы первой мировой войны» (в соавторстве). М., ИПВА, 1999. — 232 с.
- «На карте генерального штаба — Маньчжурия. Накануне русско-японской войны 1904—1905 гг.» (в соавторстве с В. В. Глушковым). М., ИПВА, 2000. 400 с.
- "Балканы сегодня и завтра: военно-политические аспекты миротворчества (в соавторстве с Ю. В. Морозовым и В. В. Глушковым). М., Центр военно-стратегических исследований Генштаба ВС РФ, 2001. 376 с.
- «Социально-политическая ситуация на Кавказе: история, современность, перспективы» (отв. редактор, в соавторстве с С. М. Маркедоновым)//М., ИПВА, 2001. 160 с.
- «Космическая геодезия: методы и перспективы развития» (в соавторстве с В. В. Глушковым и К. К. Насретдиновым). М., ИПВА, 2002. 448 с.
- «Терроризм и политический экстремизм: вызовы и поиски адекватных ответов» (отв. редактор, в соавторстве с С. М. Маркедоновым). М., ИПВА, 2002. 240 с.
- «Оборонные тезисы». М., ИПВА, 2003. — 32 с.
- "Тезисы по российской национальной политике (в соавторстве). М., ИПВА, 2004. — 32 с.
- «Родина и свобода! Статьи, выступления, интервью». М., «Бослен», 2006.
- «Уроки Великого Октября». М.: «Союзное вече», № 41, 2—8 октября 2008.
- «Телега впереди лошади? Реформа Вооруженных Сил РФ проводится в отсутствие новой Концепции национальной безопасности и Военной доктрины». М.: «Наша власть», № 1, 2009.
- «Показательное применение „Союзнической силы“». М.: «Независимое военное обозрение», № 10, 20—26 марта 2009.
- «Балканский синдром». М.: «Союзное вече», № 10, 19—25 марта 2009.
- «Десятилетие упущенных возможностей». М.: «Независимая газета», 24.03.2009.